# ТЕС Ваді-ал-Джиззі
ТЕС Ваді-ал-Джиззі — колишня теплова електростанція в Омані, що працювала на північному заході країни за три десятки кілометрів від порту Сухар.
Майданчик для ТЕС обрали поряд із мідеплавильним заводом Ласайл, який почав роботу в 1983-му. За рік до того на електростанції запрацювала перша газова турбіна, встановлена на роботу у відкритому циклі. Протягом наступних двох десятиліть об'єкт підсилювали введенням інших турбін, яких у підсумку стало тринадцять. Усі вони були розробки компанії General Electric, але перші три відносились до типу Frame 5 і мали номінальну потужність у 17 МВт, а решта десять становили тип Frame 6 з номінальною потужністю 27 МВт (станом на кінець 2000-х показник окремих турбін цього типу коливався від 23,6 МВт до 30 МВт).
Як паливо станція споживала природний газ, що подали до регіону по газопроводу Мурайрат – Сухар.
Станом на другу половину 2000-х дві перші турбіни вже вивели з експлуатації, а в 2018-му закрили всю ТЕС (на той час неподалік у Сухар вже працювали сучасні парогазові станції Сухар І та Сухар II).
Протягом всього свого життєвого циклу станція належала державі Оман. З 2002-го це здійснювалось через Electricity Holding Company SAOC, згодом перейменовану в Nama Holding. У другій половині 2000-х ТЕС збирались приватизувати, проте ці плани так і не втілено.